# Tite Kubo
Noriaki Kubo (久保 宣章), mais conhecido como Tite Kubo (久保 帯人, ; Hiroshima, 26 de Junho de 1977) é um mangaká japonês.
Kubo começou a desenhar mangás durante o ensino médio, no qual fazia parte do Clube de Anime. Foi também no ensino médio que ele criou seu primeiro mangá, Zombiepowder, que foi publicado semanalmente na revista Shonen Jump. Porém, com a falta de sucesso do mangá, a série foi cancelada, logo após alcançar 4 volumes.
Mais tarde, após o fracasso com Zombiepowder, Kubo criou um novo mangá, chamado Bleach. e o enviou à Weekly Shonen Jump, com a esperança de que o mangá fosse publicado. Porém, Bleach foi rejeitado devido as similaridades com o mangá Yu Yu Hakusho que estava sendo publicado pela revista na época. Mesmo Bleach tendo impressionado o grupo de leitores que controlavam as séries editadas pela revista, a rejeição fez com que Kubo perdesse as esperanças. Esse quadro mudou quando Akira Toriyama, autor de Dragon Ball, mandou à Kubo uma carta tranquilizando-o e inspirando-o a continuar com o mangá, dizendo que havia gostado muito de seu trabalho.

## Influências
A primeira influência de Tite Kubo veio do mangá de Shigeru Mizuki chamado GeGeGe no Kitaro. Ele se lembra de tentar esboçar seus personagens para tornar seus projetos mais simples que os de Mizuki. A série Bleach nasceu do desejo de Kubo em desenhar shinigamis trajando kimonos (sendo que a ideia acabou lhe servindo de base para o design de todos os shinigamis em geral). O processo de criação sempre foi centrado principalmente em torno do design dos personagens.Assim como os shinigamis, inúmeros elementos como kidous e zanpakutous foram também baseados na literatura japonesa.
Kubo citou influências de elementos de Bleach que variam de outra série de mangá para a música, língua estrangeira, arquitetura e cinema.
Tite Kubo citou influências para a série Bleach,variando de séries de mangás, músicas,línguas estrangeiras, arquitetura e cinema. Ele atribuiu seu interesse no sobrenatural e nos monstros por meio de Shigeru Mizuki com o mangá GeGeGe no Kitaro,além de muitos aspectos relacionados as batalhas de Saint Seiya,mangás que ele apreciou durante a infância.
Na realização das cenas de batalha, Kubo comenta que ele sempre imagina as lutas com os fundos vazios e, em seguida, ele tenta encontrar o melhor ângulo para fazê-lo. Ele tenta fazer com que as lesões pareçam bem realista, afim de provocar nos leitores o sentimento de dor do personagem. Kubo menciona que às vezes ele está entediado,enquanto ilustrando-as, então ele tenta adicionar algumas piadas para torná-lo mais bem-humorado. Quando a criação de personagens, Kubo primeiras tentativas de criar o projeto e, posteriormente, decidir como a personalidade do personagem será de acordo com o que ele desenhou. Desde criá-los assim, Kubo considera cada personagem seja único e quer que cada um deles a ser desenvolvido ao longo da série. Quando perguntado sobre as relações amorosas entre certos personagens, Kubo responde dizendo que ele não quer transformar a série em uma história de amor desde que ele acha que há aspectos mais interessantes sobre suas personalidades. Outros personagens da série também usar diferentes linguagens para descrever seus termos. Os poderes do Quincy são tomadas a partir alemão, fullbringers usar termos em inglês enquanto o uso shinigami japonês. Hollows e criaturas arrancar usam termos espanhóis. Kubo ficou interessado em espanhol, porque para ele a linguagem soou "fascinante" e "suave".

## Obras

### One Shots
- Ultra Unholy Hearted Machine (1996, Weekly Shōnen Jump, Shueisha.)
- Rune Master Urara (1996, Weekly Shōnen Jump, Shueisha.) [
- Bad Shield United (1997, Weekly Shōnen Jump, Shueisha.)
- Burn the Witch (2018, Weekly Shōnen Jump, Shueisha.)

### Séries
- Zombiepowder (1999-2000)
- Bleach (2001-2016)
- Burn the Witch (2020, short series.)

### Artbooks
- Bleach All Colour But The Black[11]
- Bleach Official Bootleg[12]

### Novels
- Bleach: Letters From The Other Side (2004)
- Bleach: The Honey Dish Rhapsody (2006)
- Bleach: Spirits Are Forever With You (2012)
- Bleach: The Dearh Save The Strawberry (2012)
- Bleach: WE DO knot ALWAYS LOVE YOU (2016)
- Bleach: Can't Fear Your Own World I (2017)
- Bleach: Can't Fear Your Own World II (2018)
- Bleach: Can't Fear Your Own World III (2018)

### Outros
- Bleach Official Character Book SOULs[13]
- Bleach Official Anime Guide Book VIBEs[14]
- Bleach Official Character Book 2 MASKED[15]
- Bleach Official Character Book 3 UNMASKED